# Lass-Masstjärnen
Lass-Masstjärnen är en sjö i Ovanåkers kommun i Hälsingland och ingår i Ljusnans huvudavrinningsområde. Sjön har en area på 0,0843 kvadratkilometer och ligger 245,1 meter över havet.

## Delavrinningsområde
Lass-Masstjärnen ingår i det delavrinningsområde (682603-148244) som SMHI kallar för Mynnar i Grycken. Medelhöjden är 283 meter över havet och ytan är 14,6 kvadratkilometer. Det finns inga avrinningsområden uppströms utan avrinningsområdet är högsta punkten. Vattendraget som avvattnar avrinningsområdet har biflödesordning 4, vilket innebär att vattnet flödar genom totalt 4 vattendrag innan det når havet efter 154 kilometer. Avrinningsområdet består mestadels av skog (81 procent). Avrinningsområdet har 1,13 kvadratkilometer vattenytor vilket ger det en sjöprocent på 7,7 procent.